# Jakub Čermín
Jakub Čermín (2. května 1917 Týn nad Vltavou – 27. srpna 2009) byl předseda Českého svazu bojovníků za svobodu a politický vězeň.

## Život
Narodil se jako páté dítě rodičů Karla Čermína (*1884) a Anny, rozené Panochové (*1896). Jméno Jakub dostal po svém strýci. Z týnské měšťanské školy přešel na klasické Gymnázium Jana Valeriána Jirsíka v Českých Budějovicích, které vystudoval jako premiant a kde úspěšně maturoval.
Od roku 1937 studoval práva na UK v Praze, ale v listopadu 1939 byl zatčen za účast na demonstracích českých vysokoškolských studentů po pohřbu medika Jana Opletala, jehož rakev při obřadu nesl. Společně s 1200 zatčenými studenty byl transportován do koncentračního tábora Sachsenhausen – Oranienburg, odkud byl propuštěn 22. ledna 1942. Byl členem Studentského hnutí odporu. V květnu 1945 se aktivně účastnil Pražského povstání.
Po skončení druhé světové války dokončil studium. Stal se generálním tajemníkem Svazu osvobozených politických vězňů a pozůstalých. V roce 1952 byl 15. března zatčen pro spolupráci s JUDr. Miladou Horákovou a odsouzen za údajnou velezradu ve zmanipulovaném procesu na 6 let. Vězněn byl ve Valticích, kde pracoval v uhelných dolech a později ve vápencových dolech poblíž Banské Bystrice. Během věznění zemřela za zcela nejasných okolností jeho první manželka. Údajně spáchala sebevraždu. Účast na pohřbu mu nebyla povolena. Po propuštění z komunistického vězení 4. prosince 1957 mohl po dobu 10 let pracovat pouze jako pomocný dělník. V roce 1968  mu jeho druhá manželka porodila dceru Markétu. V té době byl taktéž rehabilitován. Od roku 1990 byl členem Českého svazu bojovníků za svobodu, který od září 1991 do června 2001 vedl jako předseda. Významně se podílel na přípravě textu Česko-německé deklarace a byl přítomen při jejím podpisu 21. ledna 1997. V Praze bydlel v Jaselské ulici 28, kde mu byla v roce 2019 odhalena pamětní deska připomínající jeho životní cestu. Volné chvíle trávil na chalupě ve Slatině na severním Plzeňsku.
Ke konci života oslepl.

## Vyznamenání

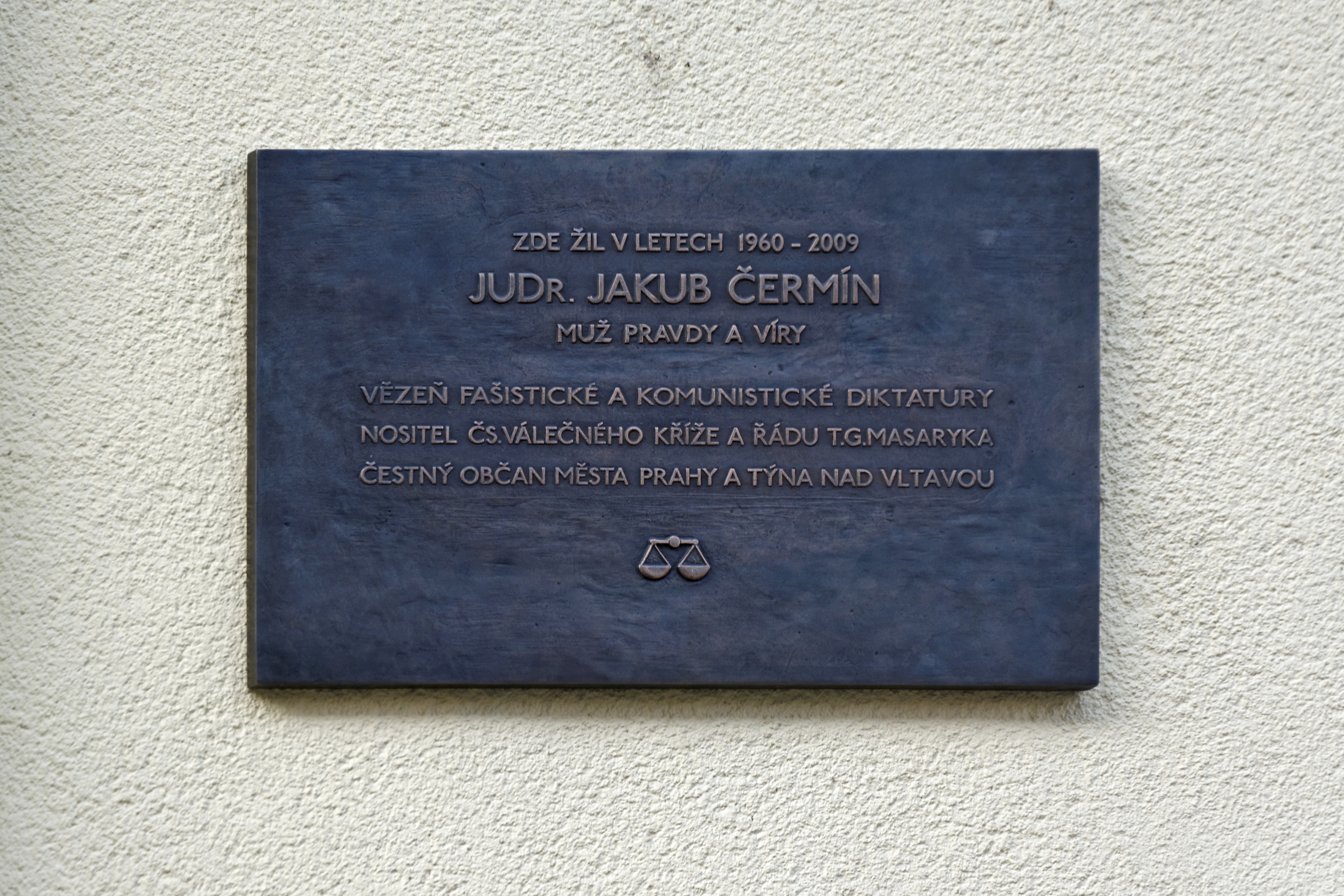
Pamětní deska JUDr. Jakubu Čermínovi, Praha 6, Jaselská 28

- 1946 – Československý válečný kříž (z r. 1939)
- 1996 – Řád T. G. Masaryka III. třídy